# Næsbyholm
Næsbyholm är ett gods och en herrgård i Næsby Sogn, Næstveds kommun, 8 kilometer söder om Sorø.
Huvudbyggnaden är i renässansstil och uppförd 1585. Bland godsets ägare märks ätterna Tott, Rosencrantz, Holstein med flera.